# Heinrich Dietrich von Zanthier
Heinrich Dietrich von Zanthier (* 1. August 1676 in Salzfurth; † 1729 ebenda) war ein sächsischer Landtagsabgeordneter und Rittergutsbesitzer.

## Leben und Karriere
Er entstammt  dem anhaltischen Adelsgeschlecht Zanthier und war Gutsherr auf Salzfurth, Kapelle und Thalheim. Verheiratet war er in erster Ehe mit Christine Anna Eleonore von Bodenhausen (1683–1718) aus dem Hause Görzig. Ihr gemeinsamer Sohn war der Oberforstmeister Hans Dietrich von Zanthier (1717–1778).
Als Vertreter des Engeren Ausschusses nahm Zanthier 1722 am Landtag in Dresden teil.